# Santana do Livramento (kommun)
Santana do Livramento är en kommun i Brasilien.   Den ligger i delstaten Rio Grande do Sul, i den södra delen av landet, 1 800 km söder om huvudstaden Brasília. Antalet invånare är 82 513.
Följande samhällen finns i Santana do Livramento:
- Santana do Livramento

Trakten runt Santana do Livramento består i huvudsak av gräsmarker. Runt Santana do Livramento är det ganska tätbefolkat, med 104 invånare per kvadratkilometer.